# Goetia dimidiata
Goetia dimidiata är en insektsart som beskrevs av Bolívar, I. 1906. Goetia dimidiata ingår i släktet Goetia och familjen vårtbitare. Inga underarter finns listade i Catalogue of Life.